# 独立栄養生物
独立栄養生物（どくりつえいようせいぶつ、英：Autotroph、オートトロフ）は、炭素を含む単純な無機化合物（二酸化炭素、重炭酸塩など）のみを炭素源として、複雑な有機化合物（炭水化物、脂肪、タンパク質など）を生成して生育する生物群のことである。例えば、二酸化炭素を還元して、生合成経路を経て様々な有機化合物を作る生物群などである。
独立栄養生物（Autotroph）という用語は、ギリシャ語で栄養や食物を意味するτροφή (trophḗ)をもとに、1892年にドイツの植物学者アルバートベルンハルトフランクによって作られた。

## 概要
独立栄養生物は、光エネルギー（光合成生物および光独立栄養生物（光栄養生物）による光合成）または無機化学化合物エネルギー（化学合成生物または化学独立栄養生物による化学合成）を利用して有機化合物を構築する生物群である。
光合成独立栄養生物（photoautotroph）
光エネルギーを利用して炭素を取り込むグループ。植物やサンゴ、藻類、シアノバクテリアなどの多くの光合成生物をいう。光合成と呼ばれるプロセスでは、太陽からの光エネルギーを利用してカルビン回路により二酸化炭素をエネルギーと糖、酸素に変換する炭素固定経路である。
化学合成独立栄養生物（chemoautotroph）
無機化合物（硫化水素、アンモニア、2価鉄イオンなど）を酸化して得た化学エネルギーを利用して炭素を取り込むグループ。化学合成生物ともいう。
有機化合物は通常、バイオマスの形で蓄積され、従属栄養生物（heterotroph）や混合栄養生物（mixotroph）などの他の生物群の炭素源やエネルギー源として使用される。特に光合成独立栄養体は、地球環境における主要な一次生産者であり、光合成により光エネルギーを化学エネルギーに変換することで、無機炭素源である二酸化炭素から有機分子を構築する。無機化合物から炭素を取り込む過程は炭素固定と呼ばれ、現在6種類が知られている。
ほとんどの独立栄養生物は還元剤として水を使用するが、硫化水素などの他の水素化合物を使用するものも知られている。ほとんどの化学独立栄養体はリソトロフ(無機栄養生物)であり、硫化水素、水素ガス、元素硫黄、アンモニウム、酸化第一鉄などの無機電子供与体を還元剤（生合成と化学エネルギー放出のための水素源）として使用する。独立栄養生物は、光合成や化合物の酸化中に生成されるATPの一部を利用して、 NADP+をNADPHに還元することで有機化合物を形成する。
光独立栄養生物（Photoautotroph）は、光合成を発達させることによって、従属栄養細菌から進化したと考えられている。初期の光合成細菌は硫化水素を使用していたが、一部の光合成細菌は光合成に硫化水素ではなく水を利用するように進化し、シアノバクテリアの誕生に至ったと考えられている。

## 「独立栄養生物」以外の分類
一部の生物は炭素源として有機化合物に依存しつつも、エネルギー源として光や無機化合物を利用する。このような生物は混合栄養生物（mixotrophs）と呼ばれる。有機化合物から炭素を得るが光からエネルギーを得る生物は生物光合成従属栄養（Photoheterotroph）と呼ばれ、一方で有機化合物から炭素を得て無機化合物の酸化からエネルギーを得る生物は化学従属栄養生物（chemolithoheterotroph）と呼ばれる。
また、一部の菌類では電離放射線からエネルギーを得ている可能性が指摘されており、放射線栄養生物（Radiotroph）と呼ばれる。このような放射性の菌類は、チェルノブイリ原子力発電所の原子炉内で成長していることが報告されている。

## 独立栄養生物の例
独立栄養生物はあらゆる生態系の食物連鎖において不可欠の存在である。従属栄養生物は独立栄養生物またはその生産物（有機物質）を炭素源として利用する。従って従属栄養生物である動物、菌類や多くの微生物は、エネルギーと栄養の両面で独立栄養生物に依存している。
独立栄養生物としては、光合成を行う陸上植物や水中藻類などが含まれる。また、深海の熱水噴出孔などで見られる一部の古細菌や細菌は、無機化学化合物の酸化からバイオマスを生成し、化学合成独立栄養生物（chemoautotroph）と呼ばれる。独立栄養生物は、食物連鎖においては最も低い栄養段階にあり、 生産者（特に一次生産者）に当たる。逆に、有機化合物から炭素を得る生物は従属栄養生物（heterotroph）と呼ばれ、独立栄養生物が生産する有機物や他の従属栄養生物を利用して生育する。
地球上には、さまざまな種類の独立栄養生物（一次生産者）が存在する。有機物の酸化からバイオマスを得る菌類などの生物は分解者と呼ばれ、一次生産者ではない。しかし、例えばツンドラ気候帯で見られる地衣類のように、光合成を行う藻類や窒素固定を行うシアノバクテリアと分解菌が相互共生し組み合わさっているような例外も知られている。光合成を行う植物や藻類、細菌、植物プランクトンなどの一次生産者は、太陽から光エネルギーを獲得し、光合成を経て、他の生物へとエネルギーを伝達する存在である。
食虫植物は、虫を炭素源ではなく窒素源としており、生育に必須ではないことから、他の光合成植物と同様に独立栄養性であると言える。一方で寄生植物は、完全または部分的な従属栄養生物である。また、原生生物には例えば黄金色藻類のサヤツナギなどのように、葉緑体を持ち光合成を行うと同時に有機物を取り込む能力を持つ独立栄養生物が含まれる。また、従属栄養生物が光合成生物などと共生することで独立栄養生物として振る舞う例も知られる。例えば地衣類は菌類が形成する構造の内部に藻類を共生させることで独立に生活が出来る。珊瑚礁を形成する造礁サンゴは捕食のための構造を持ってはいるが、細胞内に褐虫藻を共生させ、栄養的には藻類に依存しているとされる。そもそも、葉緑体そのものが真核細胞が原核藻類を取り込んだことに起源を持つとされている。

## 生態

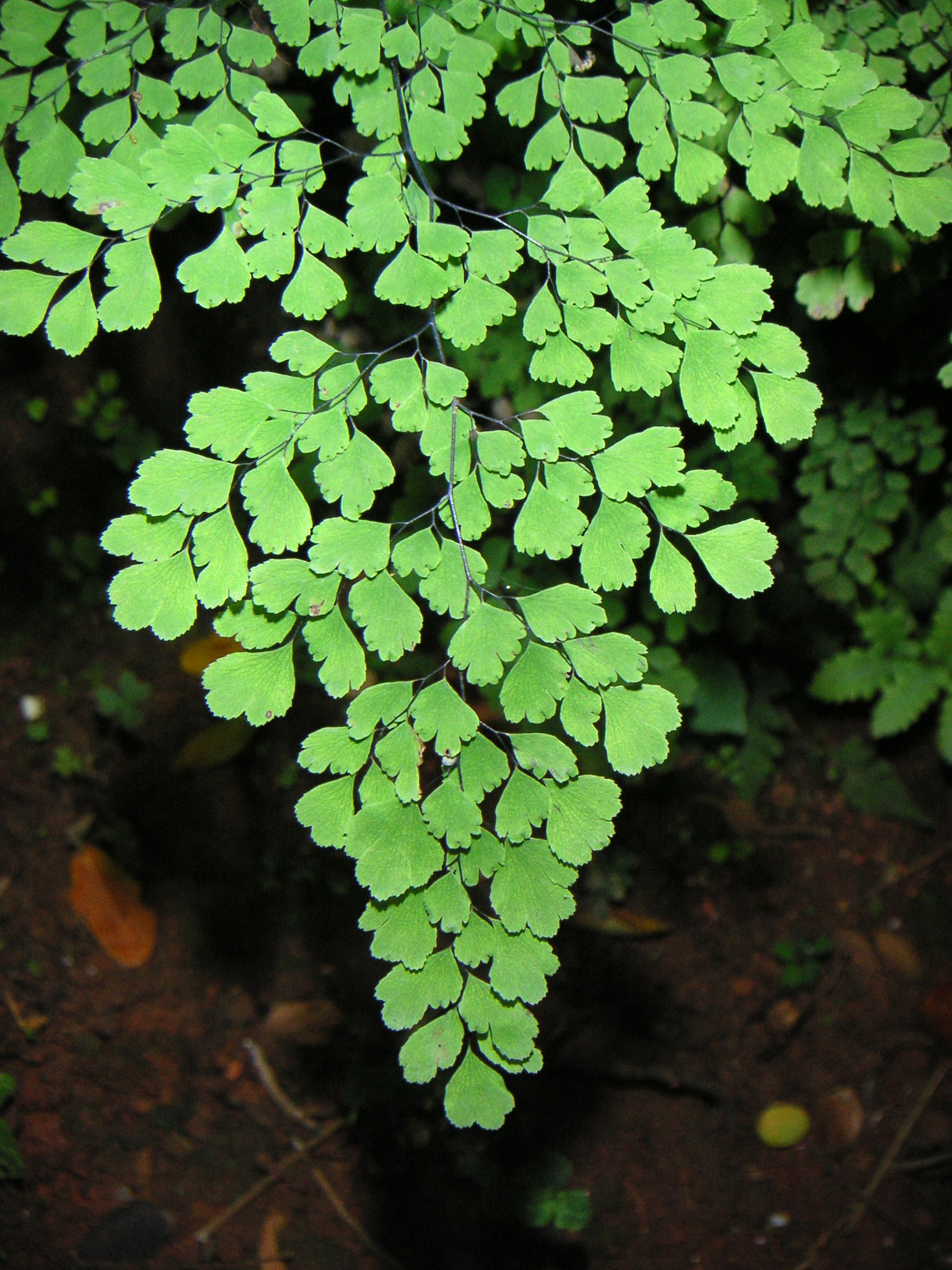
ホウライシダの緑の葉、光合成独立栄養体

独立栄養生物は、世界のすべての生態系の食物連鎖の基本であり、独立にエネルギーを生産できる一次生産者無しには、地球の生物学的システムは維持することができない。それらは、太陽光や無機化学物質の形で環境からエネルギーを取り、それを使用して炭水化物などの燃料分子を生成する。このメカニズムは一次生産と呼ばれる。例えば植物は、光合成によって他の生物が消費する有機物や酸素を生産している。
従属栄養生物と呼ばれる他の生物は、独立栄養生物を食物として摂取することで生育している。したがって、従属栄養生物（すべての動物、大半の真菌、および大半の細菌と原生動物）は、必要な原材料と燃料を独立栄養生物または一次生産者に依存していると言える。従属栄養生物は、炭水化物を分解したり摂取した餌に含まれる有機分子（炭水化物、脂肪、タンパク質）を酸化することによってエネルギーを獲得する。また肉食性生物であっても、その餌となる従属栄養生物（獲物）が独立栄養生物を消費することで生育していることを考えると、間接的に独立栄養生物に依存していると言える。
ほとんどの生態系は、太陽によって最初に放出された光子を捕獲する植物とシアノバクテリアの独立栄養性の一次生産によって支えられている。植物は、このエネルギーのほんの一部（約1％）を利用して、光合成を駆動している。光合成は、水分子（H2O）を分解し、酸素（O2）を大気中に放出し、二酸化炭素（CO2）を還元して、一次生成の代謝プロセスに燃料を供給する水素原子を放出するプロセスである。植物は、光合成中に光子のエネルギーを単糖の化学結合に変換して貯蔵する。これらの植物糖は、他の糖、デンプン、セルロースなどの長鎖炭水化物として貯蔵用に重合される。ブドウ糖は脂肪やたんぱく質の製造にも使用される。独立栄養生物が従属栄養生物、すなわち動物などの消費者によって食べられると、それらに含まれる炭水化物、脂肪、およびタンパク質が従属栄養生物のエネルギー源となる。タンパク質は、土壌中の硝酸塩、硫酸塩、およびリン酸塩を利用して作られる。
熱帯の川や小川といった環境では、水生藻類が生産する炭素化合物がその環境に生息する様々な消費者によって最終的に利用されるため、水生藻類が重要な一次生産を担い食物網に大きく貢献していることが知られている。特に熱帯地域において、水生藻類が行う一次生産の割合は、温帯環境と比べて少なくとも1桁大きいことが示されている。

## 引用文献
1. ↑  Morris, J. et al. (2019). "Biology: How Life Works", 3rd edition, W. H. Freeman. ISBN 978-1319017637
2. ↑  Frank, Albert Bernard (1892–93) (ドイツ語). Lehrbuch der Botanik. Leipzig: W. Engelmann
3. ↑  Chang, Kenneth (2016年9月12日). “Visions of Life on Mars in Earth's Depths”. The New York Times 2016年9月12日閲覧。
4. ↑  Post, David M (2002). “Using Stable Isotopes to Estimate Trophic Position: Models, Methods, and Assumptions”. Ecology 83 (3):  703–718. doi:10.1890/0012-9658(2002)083[0703:USITET]2.0.CO;2.
5. ↑  “What Are Primary Producers?” (英語). Sciencing. 2018年2月8日閲覧。
6. ↑  “What Are Primary Producers?” (英語). Sciencing. 2018年2月8日閲覧。
7. ↑  Mauseth, James D. (2008). Botany: An Introduction to Plant Biology (4 ed.). Jones & Bartlett Publishers. p. 252. ISBN 978-0-7637-5345-0
8. ↑  Townsend (2019年10月13日). “The Evolution of Autotrophs”. University of Wisconsin-Madison Department of Astronomy. 2019年5月3日閲覧。
9. ↑  Melville (2007年5月23日). “Chernobyl fungus feeds on radiation”. 2009年2月4日時点のオリジナルよりアーカイブ。2009年2月18日閲覧。
10. ↑  Post, David M (2002). “Using Stable Isotopes to Estimate Trophic Position: Models, Methods, and Assumptions”. Ecology 83 (3):  703–718. doi:10.1890/0012-9658(2002)083[0703:USITET]2.0.CO;2.
11. ↑  “What Are Primary Producers?” (英語). Sciencing. 2018年2月8日閲覧。
12. 1 2  “What Are Primary Producers?” (英語). Sciencing. 2018年2月8日閲覧。
13. ↑  Schurr, Sam H. (19 January 2011). Energy, Economic Growth, and the Environment. New York. ISBN 9781617260209. OCLC 868970980
14. ↑  Beckett, Brian S. (1981). Illustrated Human and Social Biology. Oxford University Press. p. 38. ISBN 978-0-19-914065-7
15. ↑  Odum, Eugene P. (Eugene Pleasants), 1913-2002. (2005). Fundamentals of ecology. Barrett, Gary W. (5th ed.). Belmont, CA: Thomson Brooks/Cole. pp. 598. ISBN 0-534-42066-4. OCLC 56476957
16. ↑  Smith, Gilbert M. (2007). A Textbook of General Botany. Read Books. p. 148. ISBN 978-1-4067-7315-6
17. ↑  Davies, Peter M.; Bunn, Stuart E.; Hamilton, Stephen K. (2008). “Primary Production in Tropical Streams and Rivers”. Tropical Stream Ecology. pp. 23–42. doi:10.1016/B978-012088449-0.50004-2. ISBN 9780120884490